# نبتون بارد
نبتون البارد (بالإنجليزية: Cold Neptune)‏ هو نوع من الكواكب وكتلة الكواكب التي تنتمي إلى هذا النوع تتراوح ما بين 10 كتلة أرضية وأقل قليلا من كتلة زحل، وأيضا لكي يُطلق هذا المصطلح على كوكب ما فيجب أن يقع خلف خط الجليد الخاص بنجمه وهذا هو سبب تسميته بالـ«بارد». وتوجد فقط أربع كواكب معروفة من هذا النوع وهي: في نظامنا الشمسي أورانوس ونبتون وخارجه كوكبا "OGLE-2005-BLG-169Lb" و"OGLE-2007-BLG-368Lb".

## وصلات خارجية
- [Recent Developments in Gravitational Microlensing | http://arxiv.org/abs/0803.4324]
- A Cold Neptune-Mass Planet OGLE-2007-BLG-368Lb: Cold Neptunes Are Common